# Boog and Elliot's Midnight Bun Run

Boog et Elliot minuit Bun Run est un film de 2007 court métrage d'animation par ordinateur basé sur le film Open Season.